# Eds församling, Karlstads stift
Eds församling var en församling i Karlstads stift och i Grums kommun. Församlingen uppgick 2010 i Ed-Borgviks församling.

## Administrativ historik
Församlingen har medeltida ursprung.
Församlingen var på medeltiden möjligen annexförsamling i pastoratet Grums och Ed för att därefter till 1 maj 1921 vara annexförsamling i pastoratet Nor, Segerstad, Grums och Ed som från 11 januari 1716 utökades med Borgviks församling. Från 1 maj 1921 till 2010 moderförsamling i pastoratet Ed och Borgvik. Församlingen uppgick 2010 i Ed-Borgviks församling.

## Kyrkor
- Eds kyrka